# Leucochrysa (Nodita) hybrida
Leucochrysa (Nodita) hybrida is een insect uit de familie gaasvliegen (Chrysopidae), die tot de orde netvleugeligen (Neuroptera) behoort. De soort komt voor in Brazilië.